# Niederstraße (Altstraße)

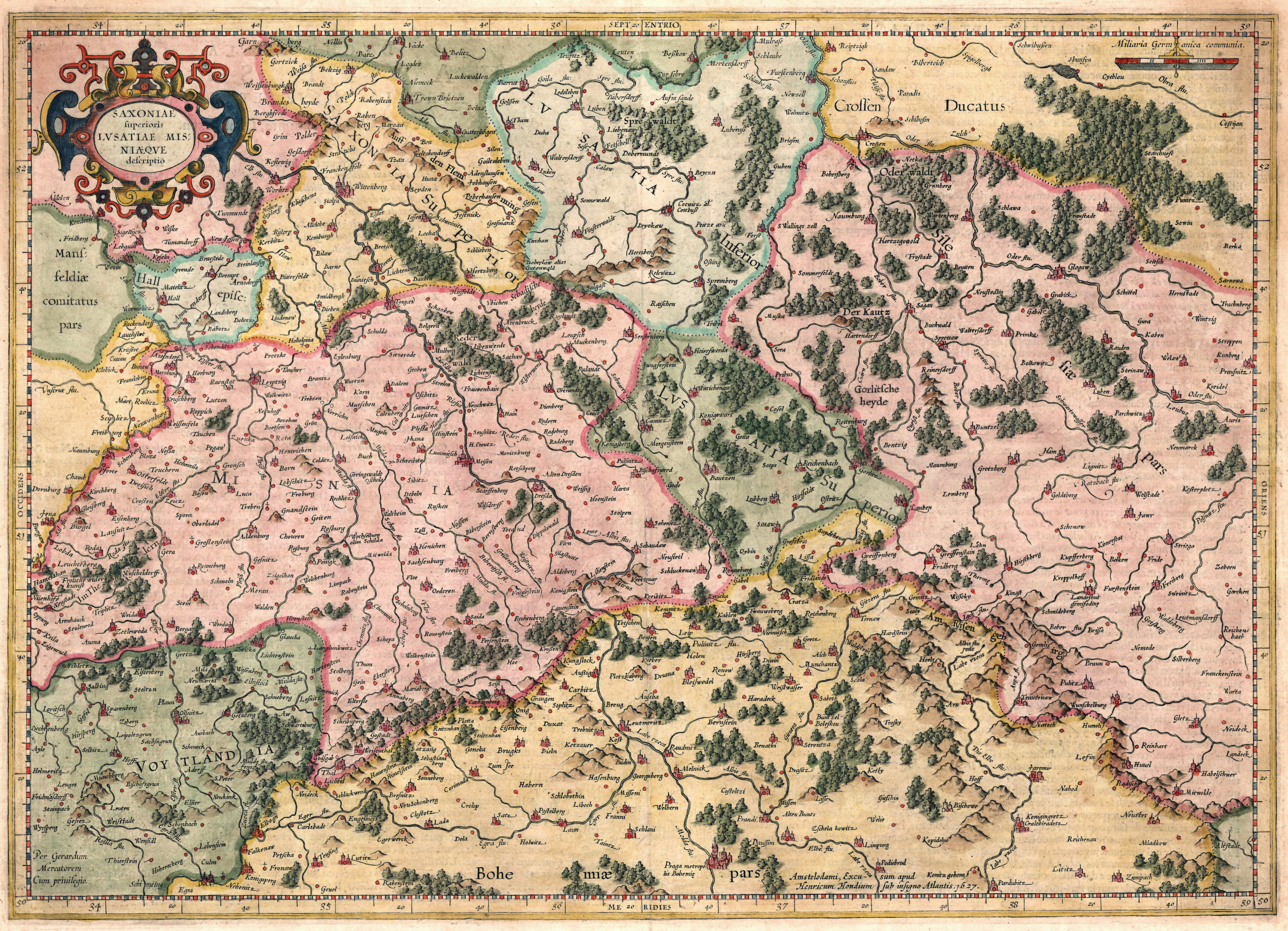
Schlesien, die Lausitzen und Sachsen im 17. Jahrhundert, Karte von Gerhard Mercator und Henricus Hondius

Die Niederstraße (auch Salzstraße), lat. via regia Lusatiae inferioris, war eine Handelsstraße. Sie war eine alternative Route der Via Regia, welche von Breslau bis an den Rhein führte.
Über mehrere Jahrhunderte war die Straße nach der südlich verlaufenden Hohen Landstraße die wichtigste Verkehrsverbindung von Mitteldeutschland nach Schlesien und dem polnischen Osten und entwickelte sich in Konkurrenz zu dieser. Auch die Niederstraße wurde von Pilgern als Jakobsweg genutzt.

## Verlauf

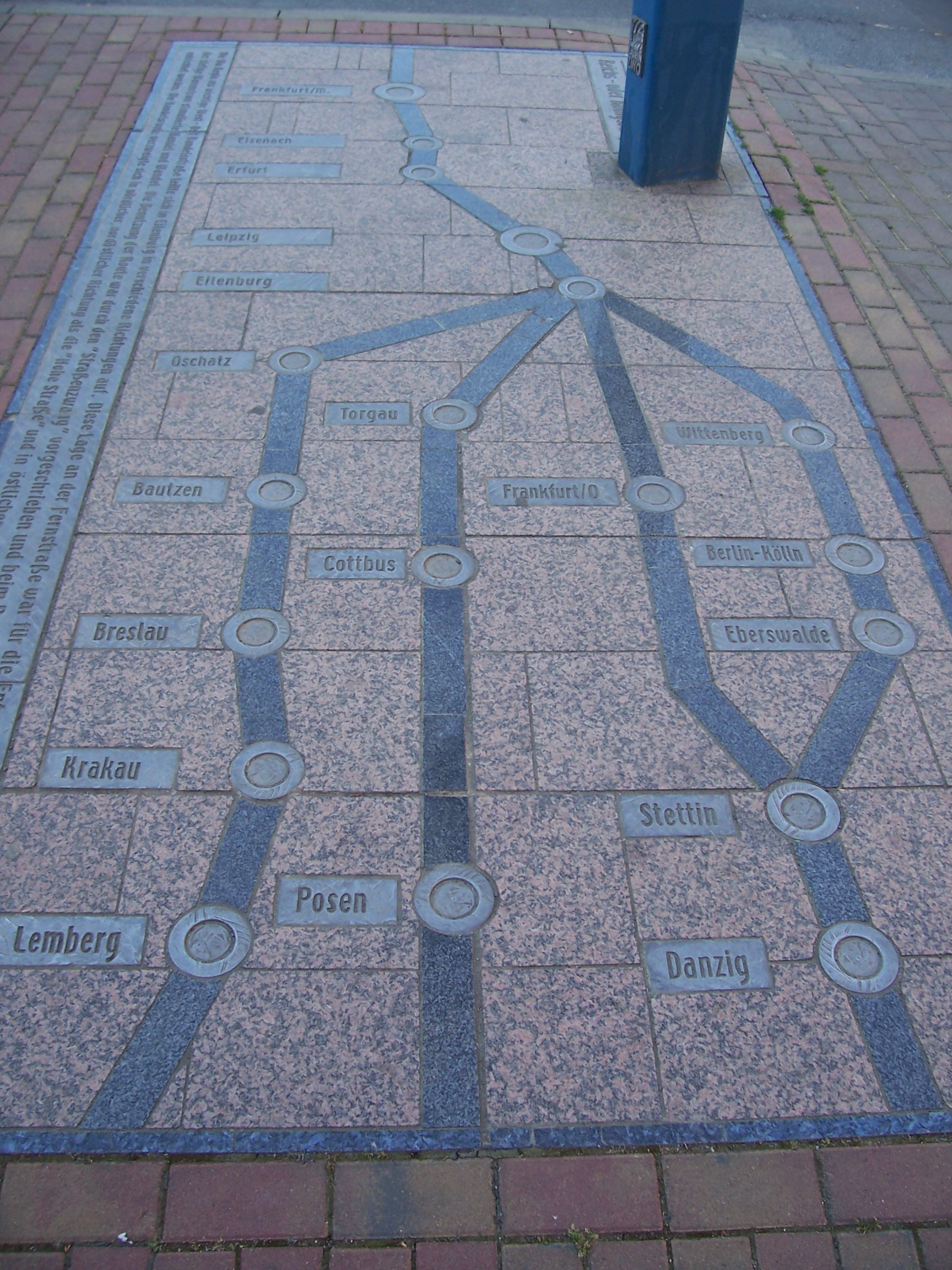
Übersichtskarte zum Verlauf der Via Regia Rhein-Schlesien in Eilenburg

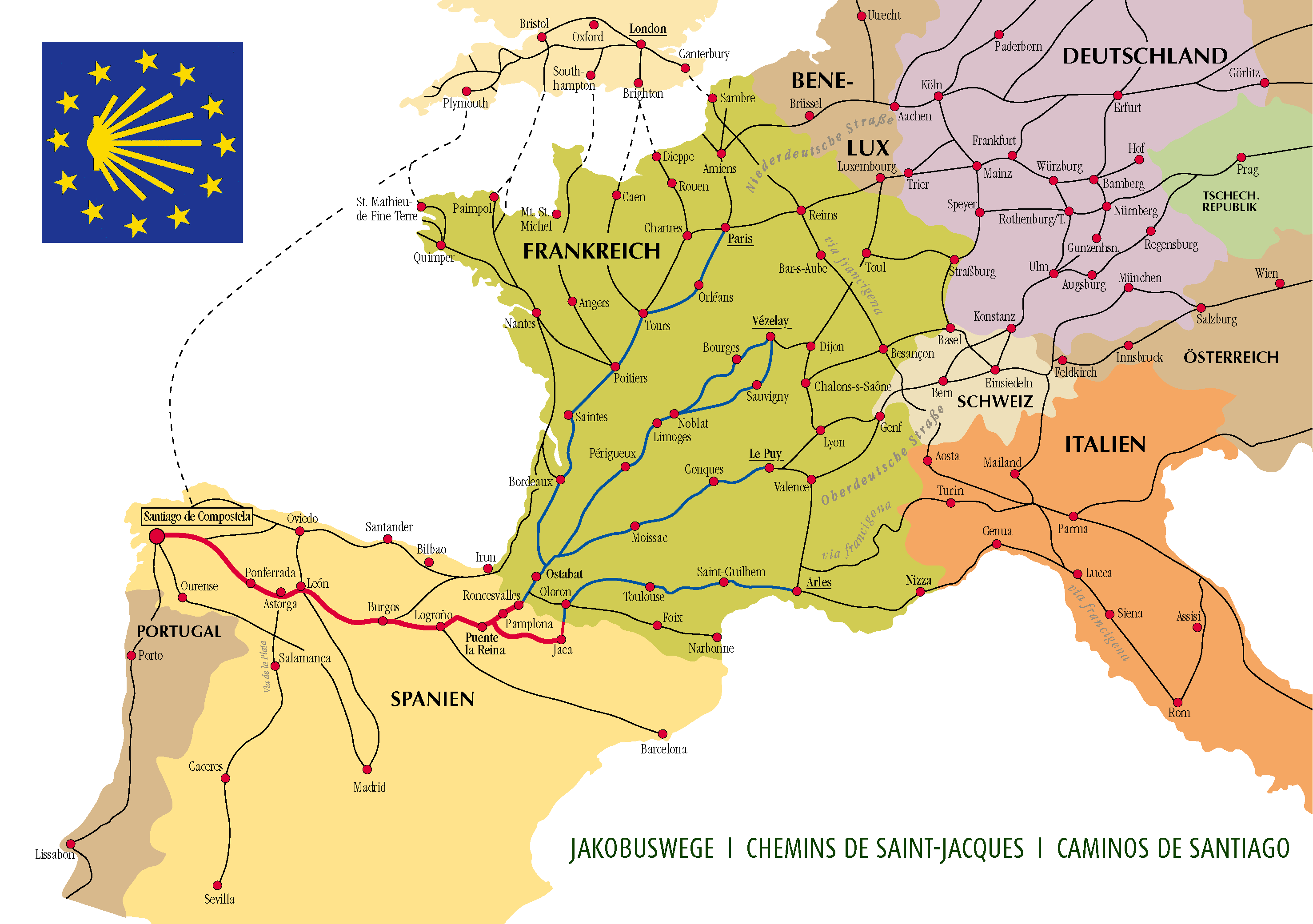
Die Hohe und die Niederstraße im Wegenetz der Jakobspilger

Die Niederstraße ging von Eilenburg über Torgau, Liebenwerda, Senftenberg, Spremberg, Muskau und Sagan oder Cottbus und Priebus nach Schlesien und weiter ins damalige Polen.

## Geschichte
Die Niederstraße entwickelte sich in Konkurrenz zur Hohen Landstraße. König Ferdinand, der auch Landesherr der Oberlausitz war, legte 1559 höhere Grenzzölle für das Gebiet in der Oberlausitz fest. Mit der Erhöhung der Zölle auf der Hohen Landstraße, verlegte sich aber der Verkehr auf die Niederstraße und auf neue Straßen, wie über Frankfurt/Oder durch Brandenburg nach Westdeutschland.
Kurfürst August von Sachsen verwies auf die in der Erbeinigung festgesetzte gemeinsame Verpflichtung zur Aufrechterhaltung der Hohen Straße. Er betonte, dass durch die neuen Zölle der polnische Handel nach der Mark abgelenkt würde. Dadurch würde ein großer Teil der Nürnberger, Frankfurter und Antwerpener Güter nicht mehr wie bisher über Leipzig und Breslau nach Polen verbracht, sondern in Zukunft über Wittenberg und die Mark Brandenburg.
Am Anfang des 17. Jahrhunderts ging der Ostverkehr im gleichen Maße über die Hohe Landstraße wie über die Niederstraße nach Leipzig. Der Weg durch die Niederlausitz wurde jedoch durch Kaufleute, die in Richtung Magdeburg reisten, bevorzugt. Kaiser Matthias befahl daher 1615 dem Landvogt der Niederlausitz, auf die Einhaltung der rechten Niederstraße über Muskau und Spremberg nach Leipzig zu achten und das Abweichen auf Magdeburg zu verhindern.
1684 erlaubte der sächsische Kurfürst Johann Georg ausdrücklich die Benutzung der von Sagan über Muskau, Spremberg, Senftenberg, Liebenwerda, Torgau nach Leipzig führenden Niederstraße. Doch 1706 wurde dann wieder die Hohe Landstraße als maßgebende bezeichnet, und die Neben- und Beiwege durch die Niederlausitz wurden verboten. Dieses Verbot konnte jedoch nicht wirklich durchgesetzt werden. Zum Teil ging der Handel zunehmend über nördlichere Straßen (über Frankfurt/Oder, Berlin, nach Hamburg). Kaufleute aus Böhmen und Schlesien, die nach Hamburg oder Lüneburg wollten, nutzten auch einen Weg von der Hohen Straße über Hoyerswerda, oder von Kamenz über Senftenberg nach Finsterwalde, Sonnewalde, Dahme, Jüterbog, Niemegk und weiter nach Norden. Im September 1722 erklärten die Oberlausitzer Städte, man dürfe für die Seestädte bestimmte, nur durchgehende Waren weder auf die Hohe- noch auf die Niederstraße zwingen, sondern müsse die Strecke Lauban, Görlitz, Bautzen, bzw. Kamenz, Senftenberg, Finsterwalde, Sonnewalde, Dahme und weiter zulassen. Daraufhin erließ der Kurfürst August der Starke ein neues Straßenmandat. Demnach sollten nun die schlesischen und polnischen Fuhrleute, egal wohin sie ihre Waren brachten, die Hohe Straße über Görlitz, Großenhain benutzen. Jedoch sollten Fuhrleute, die auf ihrem Weg nicht über den Queis kamen, die Niederstraße benutzen und über Priebus, Muskau und Spremberg nach Sachsen reisen. Dann durften aber die Reisenden nur über Finsterwalde, Dobrilugk und Torgau, oder auf der Hohen Straße über Großenhain und Oschatz weiterfahren. Der Weg über Senftenberg, Finsterwalde, Dahme und Niemegk wurde verboten. Dieses Verbot bewirkte einen Umweg für Händler aus Löbau und Bautzen, die mit Hamburg handeln wollten. Die Beschwerde der beiden Oberlausitzer Städte führte 1723 zu einer Erlaubnis des Kurfürsten, der es freistellte, böhmische Glaswaren und schlesische sowie „lausitzischer Leinewand“ auch über Kamenz oder Bautzen, dann über Senftenberg nach Lüneburg oder Hamburg zu bringen.